# 自平衡滑行车

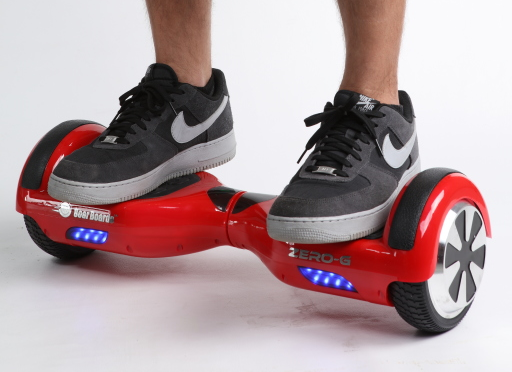
自平衡滑行车

自平衡滑行车（也叫踏板车、气垫板、自动平衡板、赛格车），是一种自动平衡的个人运输工具，由两个电动轮连接到一对铰接垫上组成。骑手将脚放在这对铰接垫上，通过向前或向后倾斜来控制速度，通过扭动垫子来控制行进方向。
陈星发明了第一个自平衡滑行车。

## 历史

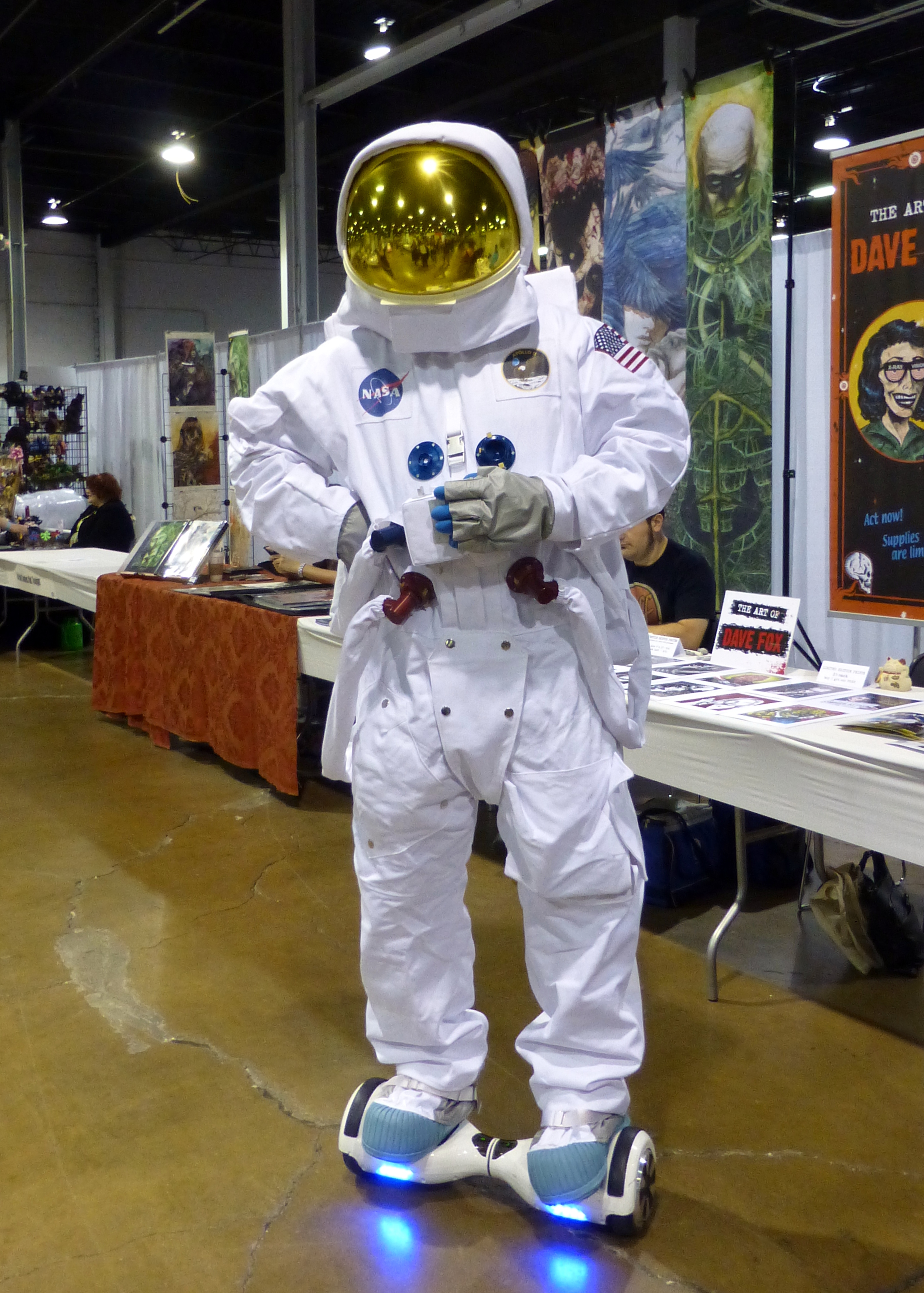
2015年，在芝加哥无视世界的节日，一个Cosplay人骑着自平衡滑行车。

陈星2013年申请了气垫板专利 ，而且并发了一个 Kickstarter 的筹款运动。
很多美国名人喜欢用气垫板，包括贾斯汀·比伯、傑米·福克斯、肯德尔·詹纳、克里斯·布朗、Soulja Boy和维兹·卡利法。